# 최재승
최재승(崔在昇, 1946년 2월 4일 ~ )은 대한민국의 정치인이다. 제14·15·16대 국회의원을 지냈다. 본관은 철원이다.

## 학력
- 이리동중학교 졸업
- 이리고등학교 졸업
- 경희대학교 정치외교학과 학사

### 비학위 수료
- 서울대학교 행정대학원 국가정책과정 수료

### 명예 박사 학위
- 우즈베키스탄 타쉬켄트 국립대학교 명예 정치학 박사
- 미국 United States Sports Academy 명예 철학박사

## 경력
- 김대중 총재 보좌관ㆍ비서실 차장
- 새천년민주당 창당발기인 및 창단기획단장, 수석사무부총장, 기조실장
- 국회문화관광위원장
- 2002한일월드컵 조직위원회 위원
- 새천년민주당 당무위원
- 대한태권도협회 상임고문
- 열린우리당 특임위원(2006년)
- 국민생활체육협의회 고문
- 매헌 윤봉길기념사업회 부회장
- 대한 암협회 이사

## 역대 선거 결과
|  | 54.25% |

|  | 62.55% |

|  | 35.9% |

|  | 25.46% |

|  | 0% |